# Liatris ohlingerae
Liatris ohlingerae là một loài thực vật có hoa trong họ Cúc. Loài này được (S.F.Blake) B.L.Rob. mô tả khoa học đầu tiên năm 1934.